# 埃爾多拉多 (梅塔省)
埃爾多拉多是哥倫比亞的城鎮，位於該國中部，由梅塔省負責管轄，距離首府比亞維森西奧45公里，始建於1963年，面積117平方公里，海拔高度520米，2005年人口3,168。
3°44′30″N 73°50′20″W / 3.74167°N 73.8389°W